# Cathervielle
Cathervielle (em occitano:  Catervièla) é uma comuna francesa na região administrativa da Occitânia, no departamento do Alto Garona. Estende-se por uma área de 3.7 km², com 35 habitantes, segundo o censo de 2018, com uma densidade de 9.5 hab/km².